# Cradle of Aviation Museum

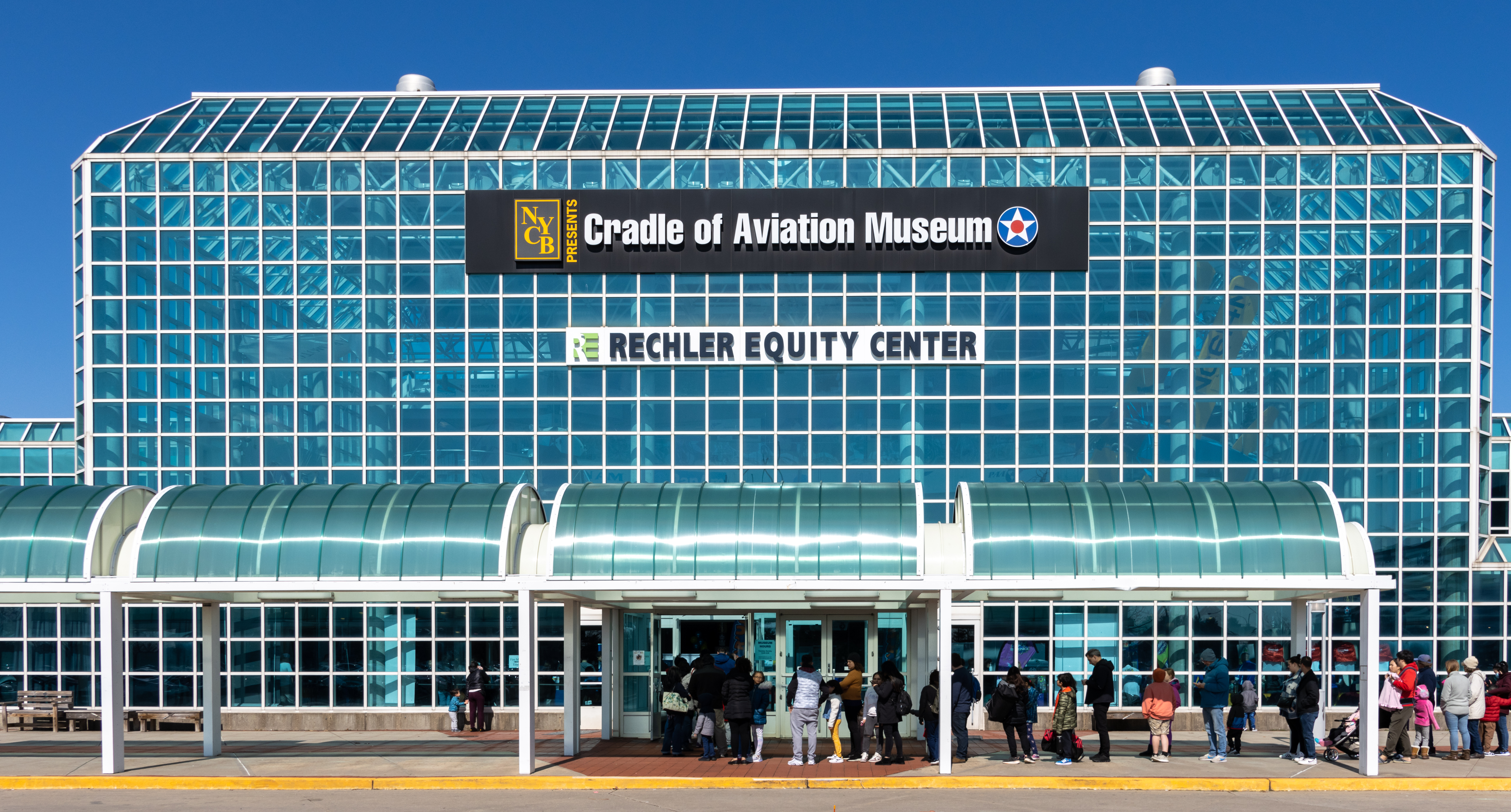
Cradle of Aviation Museum

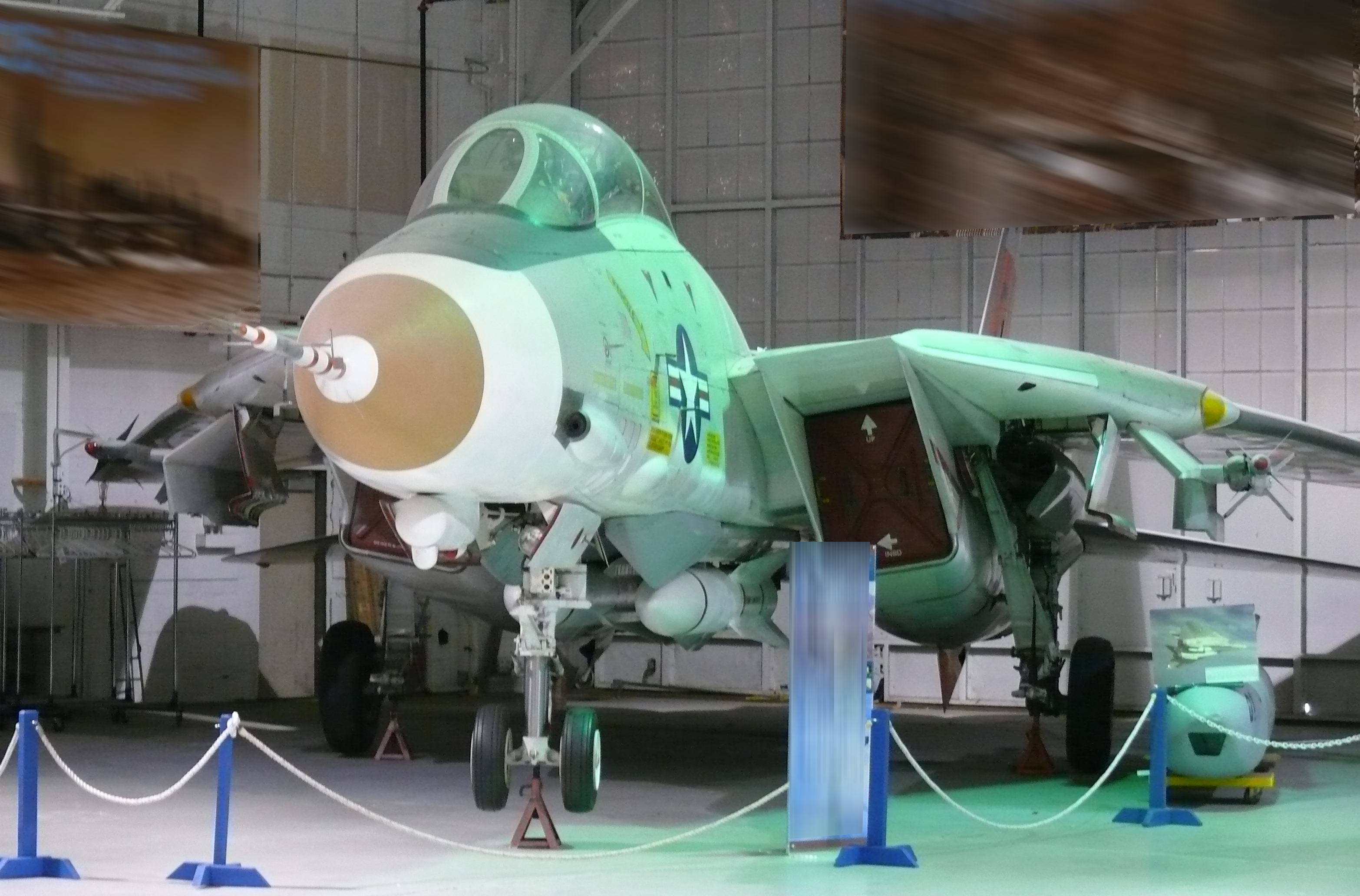
Grumman F-14 Tomcat w ekspozycji stałej muzeum

Cradle of Aviation Museum – amerykańskie muzeum lotnictwa i astronautyki w Garden City, w Nassau County na Long Island w stanie Nowy Jork, poświęcone historii lotnictwa i astronautyki oraz wkładowi Long Island w ich rozwój i tradycji lotnictwa na wyspie zwanej Cradle of Aviation (kolebką lotnictwa). W muzeum znajduje się 75 eksponatów oryginalnych samolotów i pojazdów kosmicznych lub ich kopii, z różnych epok od początków lotnictwa aż do czasów współczesnych. Maszyn cywilnych, wojskowych, helikopterów i lądowników kosmicznych oraz ziemskich, w większości produkowanych niegdyś w firmach lotniczych na Long Island.
Muzeum nawiązuje do lotniczej tradycji wyspy, gdzie nie powstało wprawdzie lotnictwo jako takie, to jednak na Long Island narodził się przemysł lotniczy. Na Long Island powstały pierwsze przedsiębiorstwa produkujące samoloty, z Long Island startowali pionierzy lotnictwa do pierwszych transatlantyckich lotów do Europy, na tej nowojorskiej wyspie wyprodukowano większość samolotów biorących udział w wojnie na Pacyfiku, z Long Island też startowały amerykańskie bombowce udające się do Europy celem prowadzenia ofensywy bombowej przeciw III Rzeszy. Po II wojnie światowej, na Long Island powstały też ikoniczne konstrukcje lotnicze, jak Grumman F-14 Tomcat i lądowniki księżycowe programu Apollo.